# Geografia Dżibuti

## Położenie
Dżibuti leży we wschodniej Afryce na Półwyspie Somalijskim, nad Morzem Czerwonym, Zatoką Adeńska i cieśniną Bab al-Mandab. Graniczy z Somalią, Etiopią i Erytreą.
- koordynaty geograficzne:
  - długość geog. 43° 00' E
  - szerokość geog. 11° 30' N

- powierzchnia całkowita: 23 200 km²
  - wody śródlądowe: ~0,1%

- długość wybrzeża: 314 km

- całkowita długość granic: 516 km
  - z Erytreą: 109 km
  - z Etiopią: 349 km
  - z Somalią: 58 km

## Budowa geologiczna i rzeźba
Obszar Dżibuti powstał w wyniku działalności tektonicznej i wulkanicznej. Kraj dzieli się na trzy regiony fizycznogeograficzne: przybrzeżna równina do 200 m n.p.m., obszary górzyste powyżej 1000 m n.p.m. i płaskowyże na południu kraju. Centralną część Dżibuti dzieli tektoniczne obniżenie, w które wcina się głęboka zatoka Tadżura. Owo obniżenie dzieli kraj na dwie główne części: północną górzystą i południową wyżynną ze wspomnianymi płaskowyżami. Masyw Goda jest jednym z ważniejszych masywów górskich, wznosi się na wysokość 1783 m n.p.m. Najwyższym szczytem kraju jest jednak Moussa Ali o wysokości 2028 m n.p.m. W obniżeniu rozdzielającym kraj leży słone jezioro Asal, stanowiące najniższy punkt w kraju (173 m p.p.m). Jezioro jest jednocześnie najniższym punktem w całej Afryce. Dżibuti należy do krajów sejsmicznych.

## Klimat
W Dżibuti panuje klimat podrównikowy suchy, gorący i pustynny. Średnie temperatury stycznia 25-30 °C, sierpnia 33-35 °C (w stolicy kraju: lipiec 31-41 °C, styczeń 23-29 °C), średnia roczna suma opadów: poniżej 100 mm (w stolicy kraju: 130 mm). Jest to jeden z najgorętszych i najbardziej suchych krajów na ziemi. Z powodu ekstremalnych temperatur Dżibuti nazywane jest tyglem Afryki. Od maja do września temperatury mogą przekraczać nawet 50 °C. To właśnie w Dżibuti zanotowano najwyższą nieoficjalną temperaturę na Ziemi: 63 °C. Jednocześnie kraj cechuje wysoka wilgotność powietrza, utrzymująca się przez cały rok. Dżibuti znajduje się pod niewielkim wpływem monsunów, czasami kraj nawiedzany jest jednak przez cyklony tropikalne, które należą do rzadkości w tej części świata. Cyklony te zawsze powodują powodzie w kraju. Kraj nękany jest także częstymi suszami.

## Fauna i flora
Dżibuti jest krajem o pustynnym krajobrazie, zdominowanym przez góry. Z tego względu dominuje tam roślinność półpustynna i pustynna, tylko na wybrzeżu występują nieliczne lasy namorzynowe. Na północy kraju na stokach gór rosną lasy, objęte ochroną w ramach parku narodowego Forêt du Day. Zajmują one 0,3% powierzchni kraju.
Ze ssaków kopytnych na uwagę zasługuje osioł afrykański. Stosunkowo bogaty jest świat gadów, w tym gekony i węże. W wodach Morza Czerwonego można spotkać wiele gatunków ryb, w tym tuńczyka.

## Ekologia
Środowisko przyrodnicze Dżibuti zmaga się z takim problemami jak wylesianie, pustynnienie, oraz zanieczyszczenia wód. Lasy rosnące na obszarach górskich są wycinane pod nowe tereny rolnicze i na opał. Wiele gatunków zwierząt jest zagrożonych wyginięciem.